# Audes
Audes ist eine französische Gemeinde mit 408 Einwohnern (Stand 1. Januar 2022) im Département Allier in der Region Auvergne-Rhône-Alpes. Sie gehört zum Arrondissement Montluçon, zum Kanton Huriel und zum Gemeindeverband Val de Cher.

## Lage
Die Gemeinde Audes liegt am linken Ufer des Cher, eines Nebenflusses der Loire. Der ehemalige Canal de Berry befindet sich teilweise auf dem Gebiet von Audes. Die Gemeinde liegt 19 Kilometer nördlich von Montluçon und 323 Kilometer südlich von Paris. Umgeben ist Audes von den Nachbargemeinden Nassigny im Norden, Reugny im Osten, Vaux im Südosten, La Chapelaude im Südwesten sowie Chazemais im Nordwesten.

## Geschichte
Die Gemeinde Audes entstand 1827 durch Fusion der Gemeinden D’Audes und Preuille. Im Jahr 1787 wurde der Ort „Haudes“ genannt (gemäß einer Inschrift an der Kirche von Claude Gabriel Douet de Vichy). Preuille liegt nördlich des heutigen Ortes. Die Kirche ist seit der Zeit der Merowinger belegt. Das Dorf und die Burg liegen an einem Bach, der nach Nordwesten in den Cher mündet. Es ist anzunehmen, dass sich früher eine Motte in Audes befand.

### Bevölkerungsentwicklung
Die Bevölkerungsanzahl ist durch Volkszählungen seit 1793 bekannt. Die Einwohnerzahlen bis 2006 werden auf der Website der École des Hautes Études en Sciences Sociales veröffentlicht.
| Jahr                       | 1962 | 1968 | 1975 | 1982 | 1990 | 1999 | 2006 | 2016 | 2022 |
| -------------------------- | ---- | ---- | ---- | ---- | ---- | ---- | ---- | ---- | ---- |
| Einwohner                  | 538  | 476  | 409  | 470  | 461  | 451  | 446  | 437  | 408  |
| Quellen: Cassini und INSEE |      |      |      |      |      |      |      |      |      |

## Sehenswürdigkeiten
- Kirche Saint-Denis
- Schloss La Crête
- Schloss Preuille
- Siehe auch: Liste der Monuments historiques in Audes

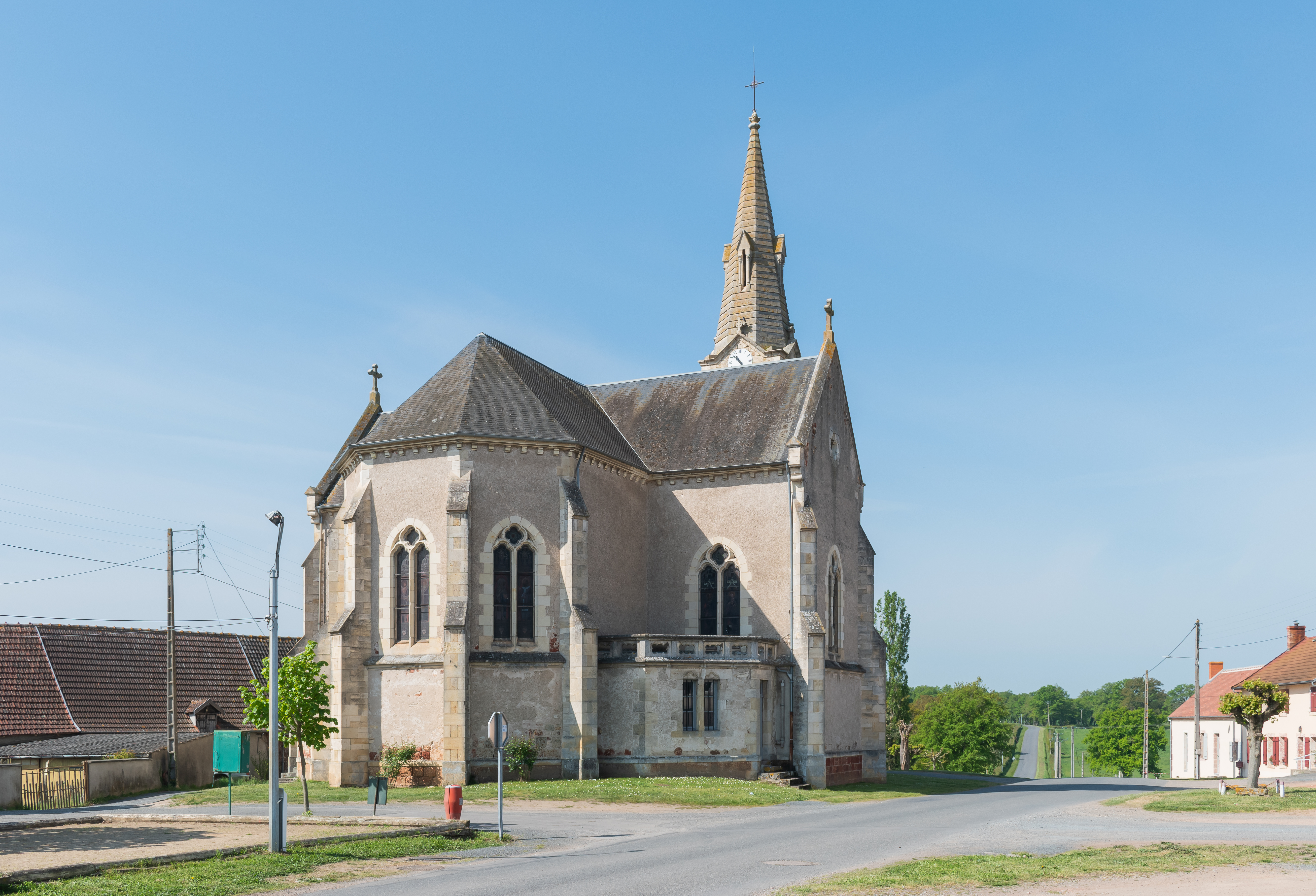
Kirche Saint-Denis
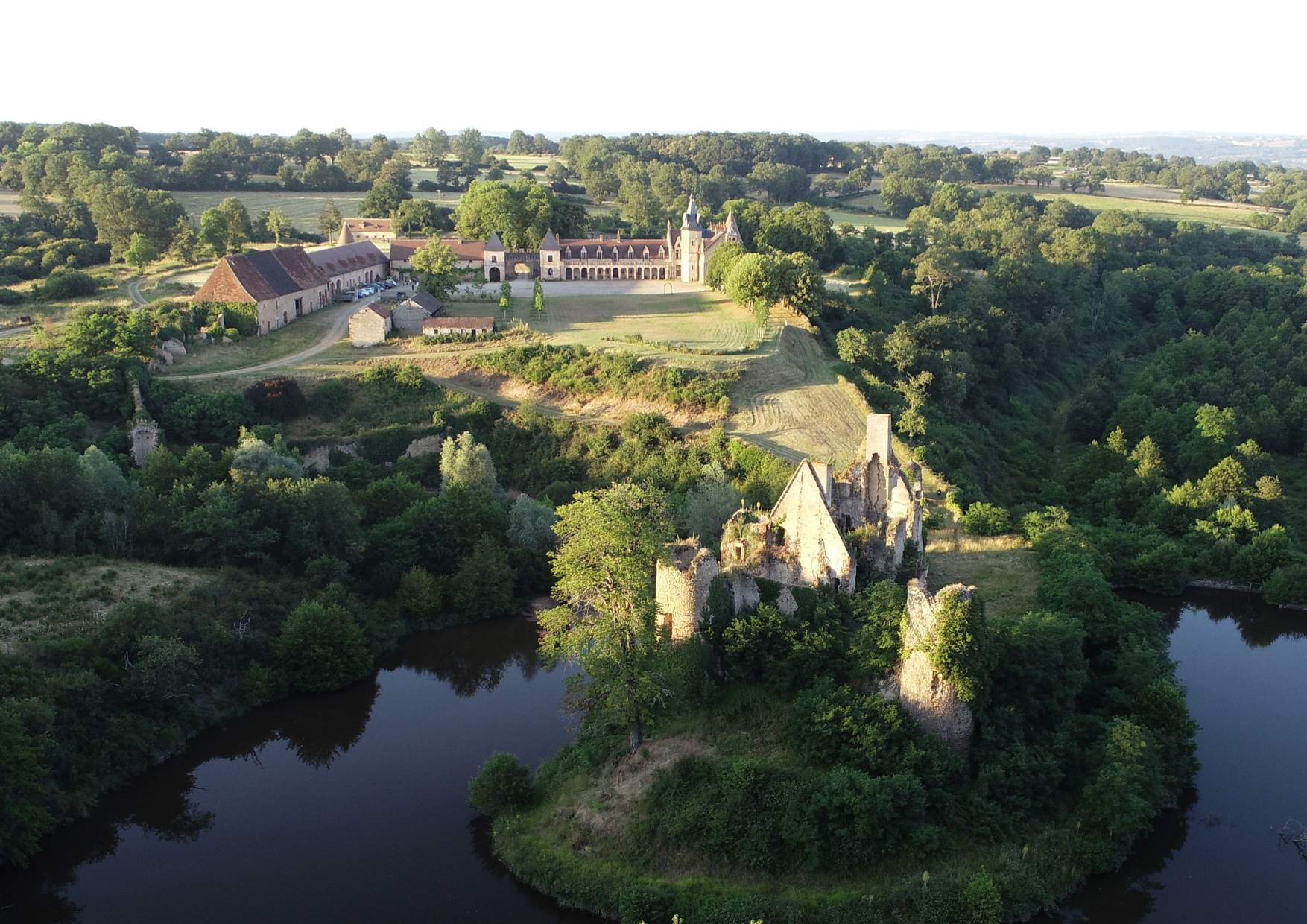
Schloss La Crête
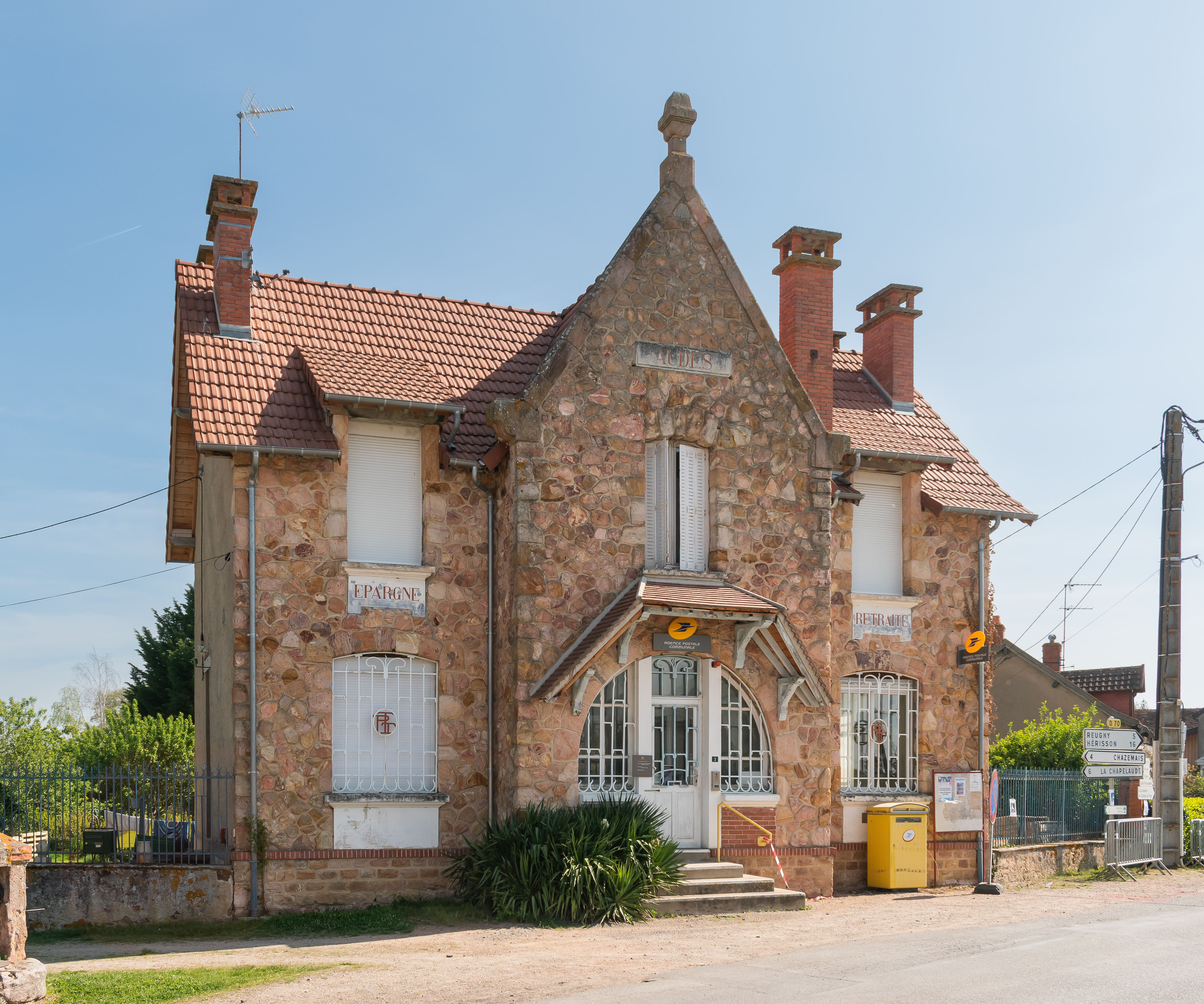
Postamt

## Belege
1. ↑   Audes. Le nombre d’habitants. In: cassini.ehess.fr. École des Hautes Études en Sciences Sociales, S. 2, abgerufen am 30. März 2018 (französisch).